# Tunesische Beachhandball-Nationalmannschaft der Männer
Die tunesische Beachhandball-Nationalmannschaft der Männer repräsentiert den tunesischen Handballverband als Auswahlmannschaft auf internationaler Ebene bei Länderspielen im Beachhandball.
Eine als Unterbau fungierende Nationalmannschaft der Junioren wurde bislang noch nicht gegründet. Das weibliche Pendant tunesische Beachhandball-Nationalmannschaft der Frauen ist neben der Auswahl Algeriens die einzige Frauenmannschaft eines nordafrikanischen Landes, darüber hinaus gibt es nur noch in Jordanien eine weitere weibliche Auswahl im Beachhandball in der arabischen Welt.

## Geschichte
Während die Nationalmannschaft im Hallenhandball zu den erfolgreichsten Mannschaften Afrikas gehört und zeitweise auch schon Anschluss an die Weltspitze gefunden hatte, dauerte es bis 2015, dass trotz Erfolge etwa der Ägyptischen Beachhandball-Nationalmannschaft, eine tunesische Nationalmannschaft der Männer im Beachhandball begründet wurde. Ins Leben wurde sie für die ersten Mediterranean Beach Games, bei denen Beachhandball als eine der zentralen Strandsportarten einer der zentralen Bestandteile war. Gleich bei der ersten Teilnahme an einem internationalen Turnier gelang der Mannschaft der große Coup, sie erreichten nicht nur das Finale, sondern gewannen dieses auch gegen Zypern, die zweite Überraschungsmannschaft des Turniers, und ließen Länder wie Italien, die Türkei und Griechenland hinter sich.
Trotz des Erfolges dauerte es fast noch einmal vier Jahre, dass für die ersten African Beach Games 2019 auf den Kap Verden erneut eine Nationalmannschaft aufgestellt wurde. Wieder erreichte die Mannschaft das Finale, das dieses Mal gegen Togo gewonnen wurde, womit beim zweiten Turnier der zweite Sieg gefeuert wurde. Da auch die Frauen gewonnen hatten, war der tunesische Triumph komplett. Damit war auch die Qualifikation für die erstmals im selben Jahr ausgetragenen World Beach Games verbunden. Hier konnte die Mannschaft nicht an die Erfolge anknüpfen und belegte am Ende den neunten Rang unter 12 Mannschaften. Auch die Mediterranean Beach Games 2019 verliefen nicht so gut wie das Turnier vier Jahre zuvor, Tunesien platzierte sich am Ende bei einem dieses Mal etwas stärker besetzten Turnier auf dem siebten Rang.

## Teilnahmen
| World Games - 2001: nicht eingeladen - 2005: nicht eingeladen - 2009: nicht qualifiziert - 2013: nicht qualifiziert - 2017: nicht qualifiziert - 2022: nicht qualifiziert | World Beach Games - 2019: 9. - 2023: African Beach Games - 2019: 1. - 2023: Mediterranean Beach Games - 2015: 1. - 2019: 7. - 2023: | Weltmeisterschaften - 2001: ausgefallen - 2004: nicht qualifiziert - 2006: nicht qualifiziert - 2008: nicht qualifiziert - 2010: nicht qualifiziert - 2012: nicht qualifiziert - 2014: nicht qualifiziert - 2016: nicht qualifiziert - 2018: nicht qualifiziert - 2020: qualifiziert, abgesagt - 2022: nicht qualifiziert | Afrikameisterschaften - 2022: nicht teilgenommen |